# نيفين شلبي
نيفين شلبي (7 فبراير 1979 -)؛ مخرجة مصرية.

## عنها
تخرجت من كلية الاداب جامعة القاهرة ثم التحقت بأكاديمية فنون وتكنولجيا السينما (رأفت الميهي) وعملت معيدة بقسم المونتاج بالاكاديمية وايضا بتدريس ورش للافلام الوثائقية - وعضو عامل بنقابة المهن السينمائية شعبة الاخراج السينمائي.
عملت بالكثير من المؤسسات الدولية والقنوات في إخراج الافلام الوثائقية مثل منظمة العفو الدولية بلندن وبهولندا، التلفزيون الهولندي، قناة العربية، قناة الجزيرة الاخبارية والوثائقية، الصندوق الاجتماعي للتنمية، هيئة الامم المتحدة للمرآة ثم هيئة الامم المتحدة للتنمية، رابطة المرآة العربية. تم اختيارها في معسكر شباب الموهوبين في مهرجان برلين الدولي للسينما عام 2008، واشتركت لفيلم حدث في مهرجان كان السينمائي الدولي في ركن الافلام القصيرة عام 2009. اشتركت أيضًا في ركن الافلام القصيرة في مهرجان كان السينمائي الدولي بفيلم العودة عام 2015.
كما قامت بالتدريس في ورش سينمائية عن الافلام الوثائقية والحزب المصري الديموقراطي وايضا في ورش بدعم من وزارة الخارجية الألمانية بتظيم مشروع التحرير لاونج بمعهد جوتة بالقاهرة..و قامت بالقاء بعض المحاضرات في كلية الاعلام قسم الإذاعة والتلفزيون في كلية الاعلام بالجامعة الكندية وحصلت علي تكريم من نفس الكلية، كما تم اختيارها عضو في لجنة السينما الحرة بنقابة المهن السينمائية عام 2014. قامت باخراج ما يزيد عن 120 عمل وثائقي ما بين افلام قصيرة واخري طويلة تقارير اخبارية.

## أعمالها
| اسم الفيلم         | نوع الفيلم  | سنة الانتاج | جهة الانتاج                   |
| ------------------ | ----------- | ----------- | ----------------------------- |
| القاهرة 38         | روائي قصير  | 2005        | مستقل نيفين شلبي              |
| التمثال            | روائي قصير  | 2009        | منحة من وزارة الثقافة المصرية |
| سمك صغير           | تسجيلي قصير | 2007        | قناة الجزيرة الاخبارية        |
| ام وليد            | تسجيلي قصير | 2006        | التلفزيون الهولندي            |
| انا والاجندة       | تسجيلي طويل | 2011        | مستقل نيفين شلبي              |
| الباحثون عن الحرية | تسجيلي قصير | 2012        | شركة اوما ميديا الهولندية     |
| شكوي الي البحر     | تسجيلي قصير | 2012        | الامم المتحدة للمراة          |
| افتح الرسالة       | روائي       | 2017        | مستقل نيفين شلبي              |
| النهاردة يوم جميل  | روائي طويل  | 2021        | شريف مندور                    |
|                    |             |             |                               |

## جوائز
فازت بالعديد من الجوائز أهمها:
- جائزة احسن سيناريو عن فيلم سمك صغير من مهرجان المركز الثقافي الفرنسي 2007
- الجائزة الفضية من مهرجان إيران الدولي للسينما الوثائقية عن فيلم انا والاجندة 2011
- جائزة تكريم احسن افلام وثقت لثورة 25 يناير عن فيلمي انا والاجندة وفيلم الشارع لنا من مهرجان جمعية بمصر الفيلم 2012
- جائزة احسن مونتاج واحسن سيناريو عن الفيلم الروائي التمثال من مهرجان يوسف شاهين 2011
- جائزة لجنة التحكيم عن فيلم انا والاجندة من مهرجان الإسكندرية السينمائي الدولي جائزة 2011
- احسن فيلم وثائقي عن فيلم«انا والاجندة.. تونس» من مهرجان السينما المستقلة في ليبيا 2013
- جائزة الجمهور لاحسن فيلم وثائقي من مهرجام كلميم الدولي للفيلم الوثائقي 2014
- جائزة احسن فيلم روائي قصير من مهرجان نيودلهي السينمائي الدولي 2014
- جائزة احسن مخرج من مهرجان مومباي السينمائي الدولي بالهند 2015
- جائزة احسن مؤثرات صوتية من مهرجان الخرطوم الدولي للافلام القصيرة 2015
- جائزة تهارقا الدولية للثقافة والفنون من السودان عن الفيلم العودة لاحسن إخراج واحسن موسيقي تصويرية
- جائزة لجنة التحكيم الخاصة عن فيلم «افتح الرسالة» من مهرجان سينما المناجم في تونس 2018

## عملها بلجان التحكيم
- -اختيارها عضو في مهرجان سينما حقوق الإنسان بتونس 2013

- - اختيارها كعضو لجنة تحكيم بمهرجان الناظور السينمائي الدولي بالمغرب 2014

- - اختيارها عضو لجنة تحكيم بمهرجان نيو دلهي الدولي 2015

- - اختيارها عضو لجنة تحكيم مهرجان أيام المثني بالعراق 2015

- - اختيارها عضو لجنة تحكيم في مهرجان الجيزة للافلام القصيرة

- - اختيارها عضو لجنة تحكيم بمهرجان عروض النيل في مصر 2016

- - اختيارها عضو لجنة ة تحكيم في المهرجان القومي للسينما 2016

- - اختيارها عضو لجنة تحكيم في مهرجان الإسكندرية للافلام القصيرة 2018

## شهادات التقدير والتكريم
- اختيارها كضيفة في مهرجان طهران لسينما الشباب عام 2011
- اختيارها كضيفة في مهرجان الثورة الأول بتونس في مدينة سيدي بوزيد عام 2011
- اختيارها كضيفة في مهرجان بغداد السينمائي الدولي2012
- شهادة تقدير من المركز الثقافي المصري في روما عن فيلم انا والاجندة
- درع تكريم من مهرجان مالمو السويد عن فيلم انا والاجندة 2012
- اختيارها كضيف بمهرجان «عن الحرية» السينمائي بهولندا 2013
- شهادة تقدير من مهرجان بغداد السينمائي الدولي علي المشاركة بفيلم العودة 2014